# Mitsubishi Chariot
El Mitsubishi Space Wagon, Chariot, Expo o Nimbus ha sido usado como un monovolumen del segmento D producido por el fabricante japonés Mitsubishi Motors entre los años 1983 y 2003. El Space Wagon abarcaba tres generaciones, todas ellas con motor delantero longitudinal, tracción delantera y a las cuatro ruedas, basado en el concept car SSW exhibido por primera vez en el 23° Salón del Automóvil de Tokio en 1979, El nombre "Chariot" se deriva de los carros utilizados por los antiguos imperios griegos y romanos (Chariot significa carro de guerra en inglés).
A nivel internacional, Se vendieron como Mitsubishi Space Wagon, Mitsubishi Nimbus and Mitsubishi Expo — también conocido como Dodge y Plymouth Colt Vista Wagon, como importaciones cautivas en Norteamérica, y como Eagle Vista Wagon en Canadá.También se ha fabricado bajo licencia como Hyundai Santamo y Mitsubishi Savrin en Asia.

## Primera generación (1983-1991)
La primera generación del Chariot (serie D0#W) se fabricó desde febrero de 1983 hasta mayo de 1991 con una selección de motores SOHC de cuatro cilindros en línea que iban desde el 4G32 de 1,6 litros hasta el 4G63 de gasolina de 2,0 litros, o el turbodiésel 4D65T de 1,8 litros (desde octubre de 1984), acoplado a una transmisión manual de 5 velocidades o automática de 3 velocidades. Basado en el Tredia, el Chariot reemplazó parcialmente al Mitsubishi Galant station wagon. En Japón, el Chariot estaba disponible con seis o siete plazas, en las que las dos filas traseras se podían plegar hasta quedar planas; la fila del medio del modelo de seis plazas se podía girar para crear una zona de asientos en la parte trasera (aunque no mientras el vehículo estaba en movimiento).
La distancia entre ejes del Chariot era de 2625 milímetros (103,3 plg), mientras que la longitud total oscilaba entre 4295 y 4485 milímetros (169,1-176,6 plg) dependiendo del mercado y el nivel de equipamiento, lo que cumplía con las regulaciones japonesas relativas a las dimensiones exteriores y el tamaño de la cilindrada del motor. En la mayoría de los mercados de exportación, el Chariot se vendió como Mitsubishi Space Wagon, pero también se utilizaron otros nombres.
En Finlandia se vendió una versión de furgoneta con techo de fibra de vidrio extendido, denominada Mitsubishi Space Van. En aquella época, las furgonetas estaban exentas de impuestos en Finlandia y el techo se extendió para alcanzar la altura mínima del espacio de carga necesario para poder matricularse como furgoneta. Las extensiones de fibra de vidrio fueron producidas por el fabricante de barcos Esboat. La velocidad máxima de la furgoneta estaba limitada a 80 km/h.
A partir de junio de 1984, también se ofreció una versión con tracción integral permanente para el modelo con motor de dos litros, Mientras que los clientes japoneses también podían obtener el motor 4G62 en la versión MR Turbo desde julio de 1983 hasta el año modelo 1987 (1795 cc, 99 kW a 5800 rpm). Esta versión podía alcanzar los 175 km/h (109 mph) y también estaba disponible con la transmisión automática de 3 velocidades.
En Australia, donde se comercializó como "Nimbus", ganó el premio al Coche del Año de Wheels en 1984 en su año de debut. Los códigos de modelo del Nimbus eran "UA" (1984), "UB" (1986) y "UC" (1987). 
Una única versión GLX de 1,8 litros, con transmisión manual o automática, fue ensamblada a partir de kits CKD en Nueva Zelanda por el importador Todd Motors (más tarde Mitsubishi NZ Ltd).

### Colt Vista
El Dodge y el Plymouth Colt Vista, que en Canadá también se vendieron como Eagle Vista Wagon (1989-1991), se introdujeron en agosto de 1983 como modelo 1984 y se ofrecieron en Norteamérica hasta 1991. El Colt Vista originalmente estaba disponible solo con tracción delantera y el motor G63B de 2.0 litros que producía 88 HP (89 CV) en el acabado estadounidense. Las transmisiones eran "Twin-Stick" (4x2), manual de 5 velocidades o automática de 3 velocidades. La tracción en las cuatro ruedas se convirtió en una opción en los Estados Unidos en la primavera de 1985, mientras que en Canadá, el Colt Vista solo se comercializó con tracción en las cuatro ruedas en varios años modelo, incluido 1986.
En años posteriores, la potencia se aumentó hasta los 98 caballos (73 kW). Top speed was 155 kilómetros por hora (96 mph), 150 kilómetros por hora (93 mph) para el 4WD.  Los Dodge/Plymouth Colt/Eagle Summit reemplazaron al Vista.
|                                      |
| 1986 Dodge Colt Vista (Norteamérica) |

|                                   |
| Mitsubishi Nimbus GLX (Australia) |

|                                       |
| Mitsubishi Space Wagon GLX (Alemania) |

|                            |
| Eagle Vista Wagon (Canada) |

## Segunda generación (1991-1997)
La segunda generación del Chariot fue lanzada al mercado en 1991. Existieron dos versiones: una corta que se llamó Space Runner o Expo LRV, y una larga llamada Space Wagon o Expo. La corta tenía cuatro puertas: una del lado del conductor, dos del lado del acompañante (la trasera corrediza) y el portón trasero. La versión larga tenía cinco puertas, todas ellas pivotantes.
Se vendía con cuatro motores, tres de gasolina de 1.8, 2.0 litros y 2.4 de cilindrada con carburador en el motor 1.8 e inyección de combustible electrónica multipunto en los motores 2.0 y 2.4; y cuatro válvulas por cilindro, y un Diesel de 2.0 litros con turbocompresor.
El motor gasolina 1.8 estaba asociado al nivel de equipamiento GLX, mientras ambos motores 2.0 y 2.4 se ofrecían con el nivel de equipamiento GLXI. Ambas versioners se ofrecía con una caja de cambios manual de cinco relaciones, y la GLXI también con una automática de cuatro marchas.
El Space Wagon cuenta con suspensión delantera McPherson con barra estabilizadora, suspensión trasera de brazos semitirados con barra de balanceo y frenos de discos ventilados de tambor.
Solo en Japón se ofreció una versión turboalimentada y con tracción en las cuatro ruedas de producción limitada, llamada "Resort Runner GT", que tomaba prestado el sistema de propulsión del Lancer Evolution y del Galant VR-4. El motor 4G63 se modificó ligeramente para producir 230 CV (169 kW; 227 bhp) en los modelos con transmisión manual y 220 CV (162 kW; 217 bhp) en los modelos con transmisión automática. El Resort Runner GT fue una continuación espiritual del Chariot 1.8MR turboalimentado de primera generación, producido entre 1983 y 1987. Según los datos de retirada de Mitsubishi Motors, se produjeron aproximadamente 2260 modelos Chariot Resort Runner GT y GT-V entre el 25 de abril de 1995 y el 18 de octubre de 1995, y se fabricó un lote adicional de 155 automóviles entre el 25 de abril de 1996 y el 27 de agosto de 1997.
El Chariot Resort Runner GT tenía capacidad para siete pasajeros en una disposición de asientos de tres filas. Los asientos de la segunda y tercera filas se reclinaban por completo para crear una cama pequeña o se plegaban para crear un espacio de carga plano. Una versión de dos filas para cinco pasajeros llamada Chariot Resort Runner GT-V reemplazó el asiento de banco de la tercera fila con una bandeja de carga para crear una superficie de carga plana.
La mayoría de las demás variantes del Chariot, incluida la Mitsubishi Expo para el mercado estadounidense, presentaban asientos de primera, segunda y tercera fila totalmente reclinables que creaban una cama improvisada más grande.
En septiembre de 1994, el Chariot recibió un pequeño lavado de cara. Al mismo tiempo, el turbodiésel de 2.0 litros recibió un intercooler y, como resultado, la potencia aumentó de 88 a 94 CV (65 a 69 kW).
A partir de 1992, se ensambló un solo modelo GLX en Nueva Zelanda, con transmisiones manuales o automáticas, en la planta de Mitsubishi en Porirua. Si bien el vehículo se vendió en muchos países con una variedad de nombres, no todos los mercados recibieron la gama completa de modelos. Por ejemplo, Australia recibió solo modelos de tracción delantera impulsados por el motor 4G64 de 2.4 litros. Se llamó Mitsubishi Nimbus (UF) en Australia.
En 1992 se vendió en Filipinas como "Space Wagon MPV". Los modelos anteriores estaban equipados con el motor Mitsubishi 4G93 de cuatro cilindros en línea con carburador de 1,8 litros, acoplado a una transmisión manual estándar de cinco velocidades. Los modelos rediseñados se actualizaron a la versión con inyección de combustible de ese motor, y una transmisión automática de cuatro velocidades pasó a ser opcional. También tenían partes delanteras revisadas con nuevos faros y parrilla, así como un nuevo diseño de ruedas, una tercera luz de freno y combinaciones de colores de dos tonos. En 1999, Mitsubishi eliminó el Space Wagon de su línea en Filipinas sin un reemplazo directo.

### Santamo
En Corea, Hyundai Precision Industry Co., Ltd. fabricó una versión rebautizada del Mitsubishi Chariot de segunda generación en su planta de Yeompo-dong en Ulsan entre 1996 y 2003 y la llamó Hyundai Santamo y Galloper Santamo. Según el artículo correspondiente en la Wikipedia en coreano, el nombre Santamo era un acrónimo que significaba "SAfety aNd TAlented MOtor" (Motor seguro y talentoso).
También fue fabricado entre 1996 y 2003 por Hyundai y vendido en España bajo la marca Galloper como Galloper Santamo.
|                                    |
| Mitsubishi Chariot (vista trasera) |

|                                                  |
| Mitsubishi Expo (Estados Unidos) (Vista trasera) |

|                                                            |
| 1995 Mitsubishi Chariot Resort Runner GT (mercado japonés) |

|                                                            |
| 1995 Mitsubishi Chariot Resort Runner GT (mercado japonés) |

|                 |
| Hyundai Santamo |

## Tercera generación (1997-2003)
La tercera y última generación se introdujo el 17 de octubre de 1997, y era más grande y más pesado de nuevo. Ahora era conocido en su mercado local como Chariot Grandis, en honor al grandioso francés, para enfatizar el aumento en el tamaño y la calidad del automóvil a medida que pasaba de un marco de escalera a una construcción monocasco, utilizando el organismo de seguridad RISE de la empresa.. Mitsubishi descontinuó todos los demás motores de cuatro cilindros en línea a favor de una versión única de gasolina con inyección directa del 4G64, al tiempo que introdujo un nuevo motor DOHC 6G72 V6 de 2972 cc, también equipado con GDI. Para Europa, también estaban disponibles los motores 2.0 4G63 SOHC de 16 válvulas, que son bien conocidos en el Galant de octava generación. La transmisión semiautomática de cuatro velocidades INVECS-II y la transmisión manual de 5 velocidades eran opciones. La versión con tracción en las cuatro ruedas solo estaba disponible con 2.4 GDI y transmisión manual de 5 velocidades. El diferencial trasero de deslizamiento limitado viscoso era una opción. El diferencial central también tiene una unidad de acoplamiento viscoso. La caja de cambios y la caja de transferencia se parecen a las del Lancer Evolution, pero aun así son diferentes. Para el mercado japonés, debido a que el tamaño del motor superaba los 2000 cc y el ancho superaba los 1,7 m, esta generación ya no cumplía con las regulaciones japonesas y los compradores ahora debían pagar impuestos anuales adicionales, lo que afectaba las ventas. El motor de 3,0 litros también obligaba a los compradores japoneses a pagar más impuestos anuales de circulación, lo que también era un factor que afectaba las compras.
Esta generación no se vendió en Norteamérica, ya que la Dodge Caravan y la Plymouth Voyager se vendían ahora en vehículos de longitud normal y extendida, y los modelos más largos se vendían como Grand Caravan y Grand Voyager además de la Chrysler Town and Country. Como resultado, se comercializó como un monovolumen grande. 
El Chariot Grandis finalmente fue reemplazado por el lanzamiento del Mitsubishi Grandis el 14 de mayo de 2003, aunque la producción del vehículo anterior continuó hasta el año siguiente para los mercados extranjeros.
Producida desde el año 1997 hasta el año 2002 esta versión no resultó en un éxito tan rotundo como la anterior y una menor cantidad de vehículos se vendieron como resultado.
Venía con un único motor de gasolina de 2.4 litros con inyección electrónica multipunto y cuatro válvulas por cilindro, y con transmisión automática de cuatro velocidades o manual de cinco.
Para todas sus versiones el vehículo cuenta con suspensión delantera McPherson con barra estabilizadora, suspensión trasera de resortes helicoideales con brazos oblicuos y frenos de discos ventilados de tambor.

### Especificaciones
- Peso en vacío: 1110 kg
- Despeje al suelo: 155 mm
- Trocha: 1535 mm
- Número de plazas: 7
- Radio mínimo de giro: 5,5 m
- Es un auto exclusivo en viajes familiares

|                                   |
| Mitsubishi Nimbus GLX (Australia) |

|                                 |
| Mitsubishi Space Wagon (Europe) |

|                            |
| Mitsubishi Chariot Grandis |

|                           |
| Soueast Sovereign (China) |

|                                            |
| Mitsubishi Space Wagon UG facelift (China) |

|                                            |
| Mitsubishi Space Wagon UG facelift (China) |